# 西門子ES64U2型電力機車
西门子ES64U2型电力机车（德語：Siemens ES64U2）是西门子交通集团欧洲短跑手系列产品中的一款双电压制式机车，其中ES为欧洲短跑手（EuroSprinter）的缩写、64代表机车功率为6400千瓦、U代表通用机车（Universal）、2代表双电压制式。该机车在奥地利联邦铁路被定型为1016型及1116型，并注册了受保护的名称“金牛座”（Taurus）；德国铁路ES64U2型电力机车也拥有25台同款机车，并定型为182型；匈牙利国家铁路及杰肖埃铁路则将其持有的同款机车定型为470型。此外，还有许多同款机车被广泛运用于德国及奥地利的私营铁路公司。ES64U2的后续发展机型是ES64U4，并在奥利地联邦铁路中以1216型的名称使用。

## 历史

### 既往史

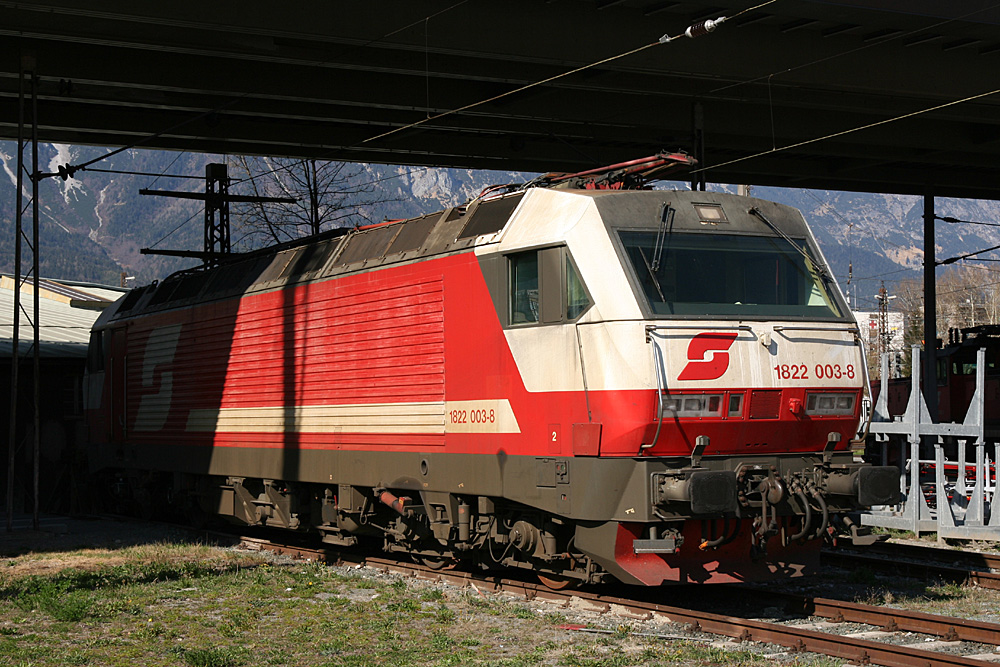
用作交流传动系统测试的1822型机车

在1990年代中期，奥地利联邦铁路的机车队伍的平均年龄已经非常高，其中的1110型、1010型和1040型都仍在使用，它们在技术上已是20世纪40年代和50年代的水平。虽然奥地利联邦铁路在1995年采购了新形式的1044型机车，但这款机车的单相串励电动机概念仍然显得过时。而投入量产的德国联邦铁路120型电力机车则在1987年带来了三相电技术的突破，并代表了技术发展的当前状态。

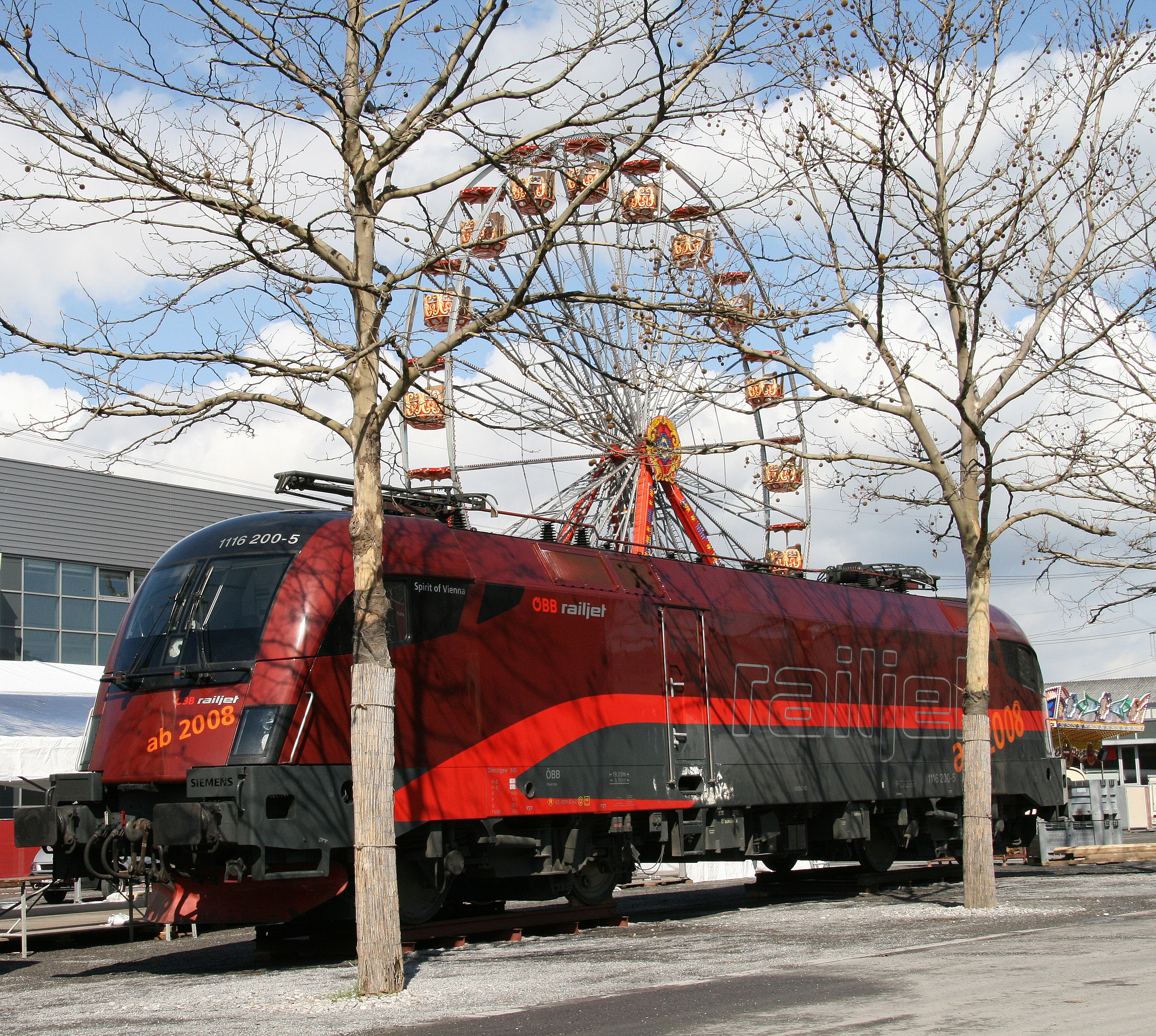
用于牵引锐捷列车的奥地利1116型机车

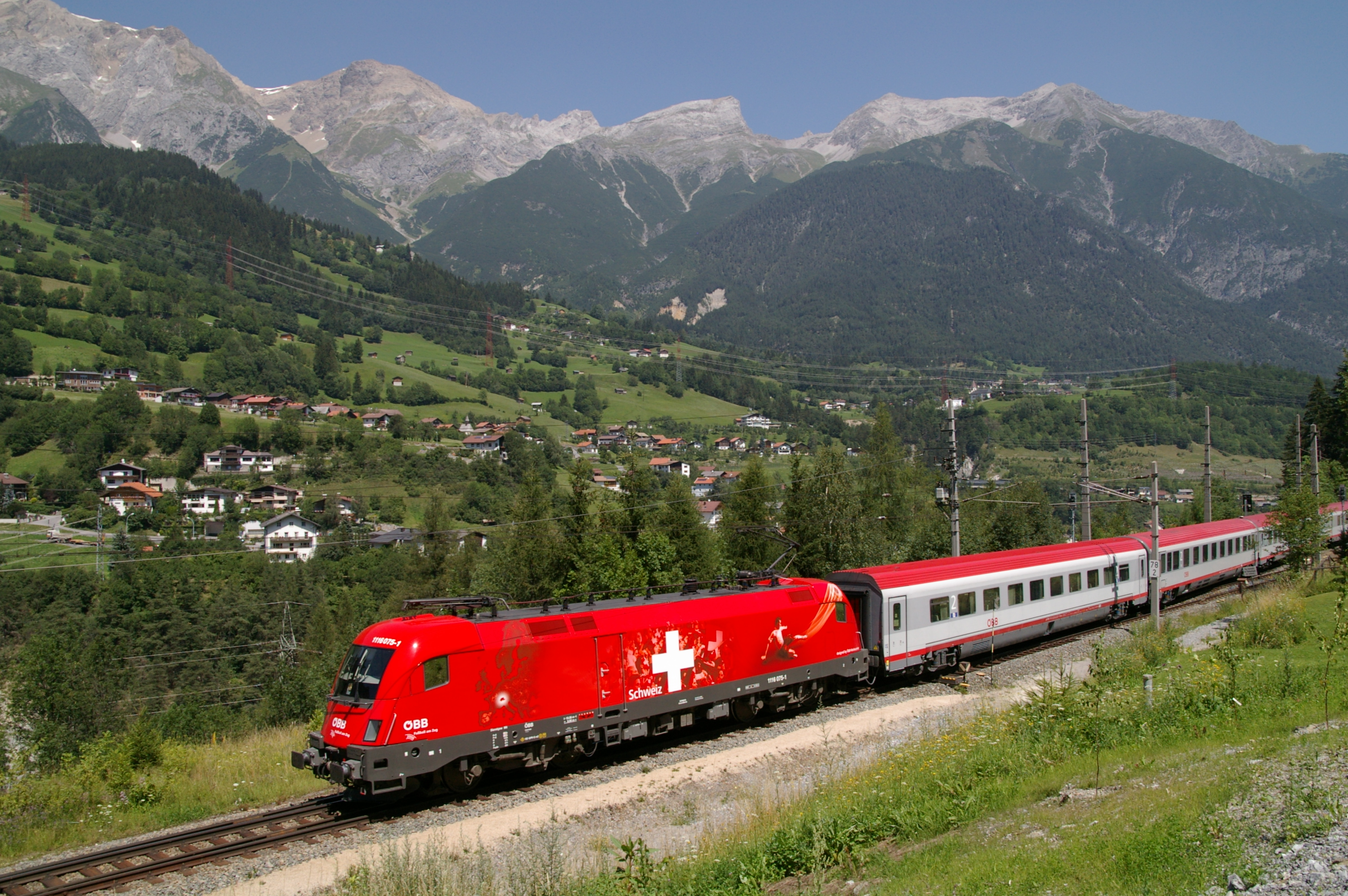
漆以欧洲杯“瑞士”特殊涂装的金牛座机车牵EC662次列车行驶于阿尔贝格铁路

这项技术也得到了奥地利联邦铁路的认可，其自1980年代末开始了三相交流传动电力机车的研发工作。随后1012型、1014型和1822型作为原型机车交付给奥地利联邦铁路用于测试三相电技术。然而，这些机车都因为各种原因而无法作为通用机车进行大批量的采购。其中1012型机车的7,000万奥地利先令（相当于510万欧元）的售价在当时是极高的，而双电压制式的1822型则由于技术上的复杂性和当时尚不明朗的应用可能性而不再做考虑。至于1014型，其只有3.0兆瓦的装机功率对于对于高性能通用机车而言也太低。

### 订购
出于此原因，奥地利联邦铁路的业务部门在1996年6月成立了一个项目组，专门负责新电力机车的设计任务，以对奥地利联邦铁路的机车队伍进行持续性的更新及年轻化改造。招标文件在1996年12月面世，此时新机车的采购数量仍未明确。对于业界的招标一直持续到1997年2月。此时招标合同已被确定划分为单电压和双电压机车的两个部分。共有6家制造商或制造商联盟递交了标书。它们包括Adtranz、西门子、安萨尔多、由阿尔斯通和ELIN组成的联盟、由西门子和Adtranz组成的联盟（1012型机车的合伙企业，当时成员还包括ELIN，但后者在金牛座面世前退出）、以及由SLM和Adtranz组成的联盟（Re465型電力機車平台）。
经过几轮的谈判和磋商，SLM、安萨尔多和1012型机车的合伙企业均因成本原因被淘汰。例如，在SLM的标书中，单台机车的价格在当时达到6,000万奥地利先令（相当于438万欧元）。剩下的制造商投标则根据计分制进行评估，在第一轮磋商后，阿尔斯通的双电压机车和Adtranz的单电压机车的计分排在最前。而此时两个竞标者也依然领先于西门子。至1997年7月，这三家竞标者应奥地利联邦铁路的决策机构之邀，开始提供最终报价。最终，西门子在当月凭借比Adtranz优惠0.8%的报价而赢得订单，阿尔斯通的报价则远远落后于其它两个竞标者。因此奥地利联邦铁路向西门订购了50台单电压及25台双电压机车，并另有325台双电压机车的选择权。每台机车的价格为263万欧元，整个订单的总金额则为1.97亿欧元，相当于27亿奥地利先令。
首台用于奥地利联邦铁路的金牛座机车于1999年7月12日在克劳斯-玛菲的慕尼黑阿拉赫工厂正式亮相。自2000年1月起，这些机车开始在奥地利运用，当局在最初允许每个供货批次对最多6台机车进行验收和审批。2001年1月18日，奥地利最高铁路行政机关正式将车辆的型号核准为1016型及1116型。在德国，联邦铁道部是在2000年6月批出了适航证。从2001年11月11日至17日，1116 903号机车又在瑞士进行了试运行，以获得1116型机车在当地线路中的适航证。至2002年4月10日，第100台金牛座交付奥地利联邦铁路使用。

### 禁令
2000年7月19日，一列牵引着货运列车的1016型机车司机被观察到其驾驶的列车在通过铁路道口时未被锁定，从而发生了一些违规行为。德铁网络随即在2000年8月3日对所有1016型机车采取禁制措施。经过技术的改变后，这项禁令在2000年9月5日被撤销。

## 技术特点
ES64U2最初是作为奥地利联邦铁路的通用机车进行开发，并在当地分为1016型（纯15千伏电压制式）和1116型（15千伏及25千伏双制式，用于前往匈牙利的国际运输）两个版本。它代表了欧洲短跑手系列产品的第二代技术，且是根据德国铁路152型及120型机车发展而来。同时适用于15千伏及25千伏电压系统的双制式机车在牵引技术和安全技术上均能满足德国、奥地利和匈牙利的铁路设施和适航许可，自2002年5月起，它们也被允许在瑞士使用。由于捷克及斯洛伐克现行的技术，机车也适用于当地的交流电线路。ES64U2型机车均具备动力分散式列车控制能力，并在出厂时安装有两组单臂受电弓。较为特殊的是首批出厂的25台1116型机车，他们在交付时搭载有3组受电弓。然而，第3组受电弓很快便被拆除，因为匈牙利国家铁路调整了自身的接触网形式，它们已不再需要。在锐捷列车开行了前往瑞士的相关班次后，第3组（窄式）受电弓又重新安装在受影响的1116 201号至1116 223号机车之中。机车的传动通过一款专门为其开发的、带有制动轴的空心轴传动实现。

### 起動/走行音
机车从静止中起动时可以听到一段磁勵音，会让人联想起通过萨克斯风演奏的音阶。它的发生是通过整流器进行控制。所能听见的音效声量是脉冲逆变器噪音的两倍，其节奏是逐渐升高的。音效节奏是通过基本音阶中从D大调到d小调的两个纯八度音程按全音和半音的步骤进行变化。这是一个以D为主音的多里安调式音阶。
其后续机型ES64U4（即1216型）由於改用更高功率的IGBT-VVVF，则已不再具备这种音效特征，而是略像防空警報的磁勵音。

## 运用

### 奥地利联邦铁路

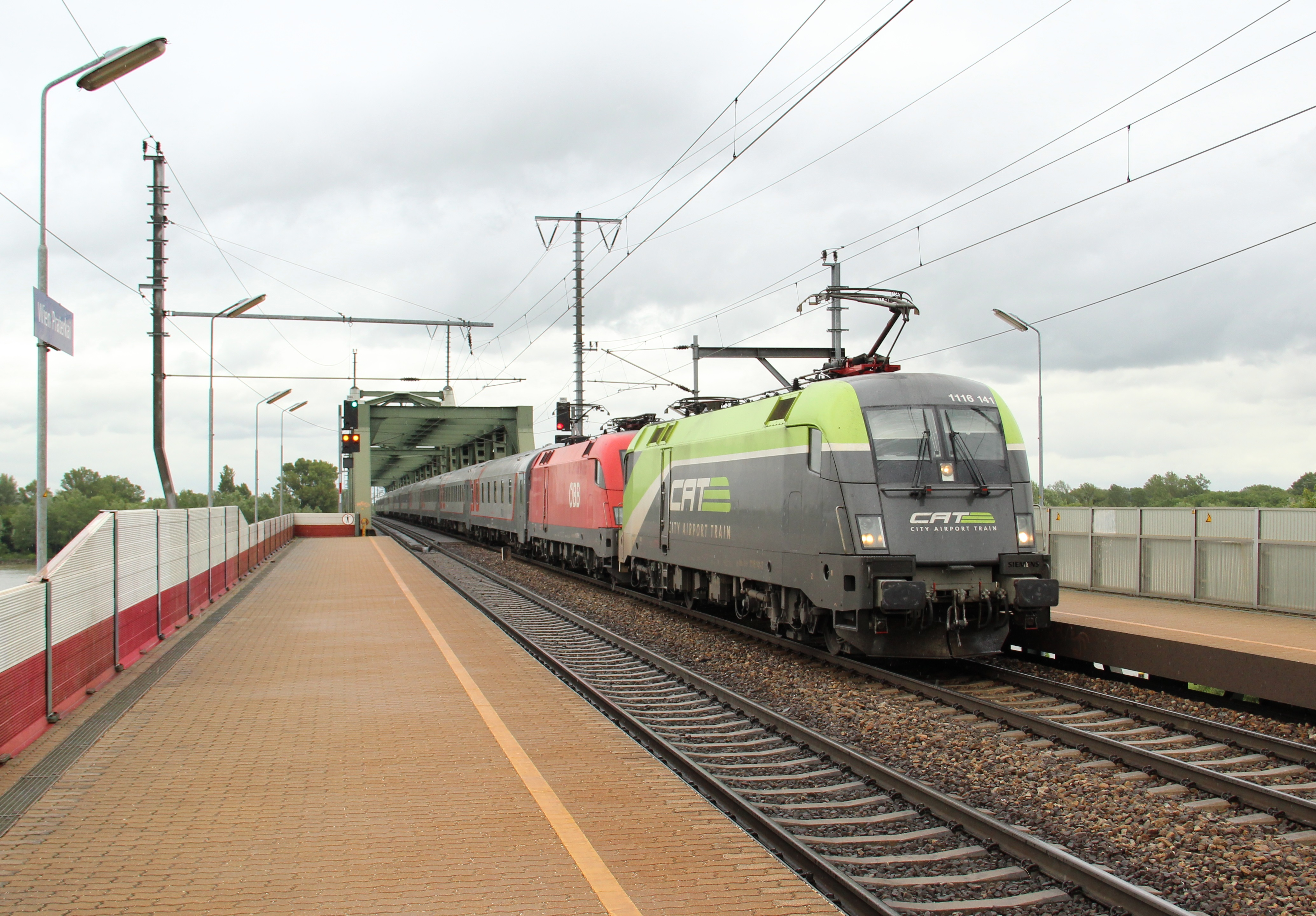
用于CAT的1116型机车及尾随的红色金牛座

奥地利联邦铁路为机车注册了一个受保护的名称（即家牛的拉丁语称谓，意为金牛座，在神话中是一种力量的象征）。根据采购计划，这款通用机车可以同时用于重载货运及快速长途客运，并使得奥地利联邦铁路的1110型、1010型、1040型、1041型及1141型机车甚至可以在2003年完全退役。当局共采购了282台的双电压机车1116型和50台单电压机车1016型。

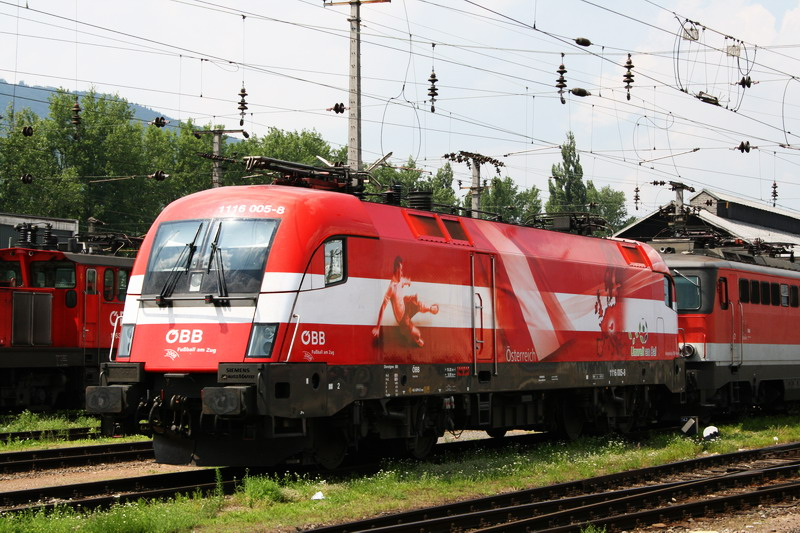
漆以欧洲杯“奥地利”特别涂装的1116型机车

在2008年夏天，很多金牛座机车作为2008年欧洲足球锦标赛的宣传媒介被赋予了新的涂装设计，其中包括漆以了各参赛国的国旗及其在欧洲版图中的位置。
在奥地利，没有金牛座机车的铁路运输将是不可想象的：几乎所有的长途列车（锐捷列车及奥铁城际列车）、大部分的货运列车、甚至一些区域快车和区域列车均由金牛座机车牵引。其中1116 201号至1116 251号机车作为锐捷列车专用机车而采用了与列车色调相匹配的异态涂装。1116号 201号至223号机车则为了在瑞士境内的运输而对技术设备进行了改造，其范围包括搭载了各种不同的列车控制系统（EVM、INTEGRA、ZUB）、带有窄式珩磨条的第3组受电弓支架以及转向架之间的银灰色裙罩。由此，金牛座可以首先将其最高速度提升为230公里/小时——如果其行驶的路段批准这样的速度。由于在沃格尔至鲍姆基兴间的新下因河谷铁路以及哈德尔斯多夫节点－图尔纳费尔德－瓦格拉姆节点的新造线路（奥地利西部铁路）使用ETCS 2代替了线状列车控制装置，因此所有332台机车均加装了ETCS设备，并由此而增加了2吨的整备重量。
这些机车在德国境内均可用作货物及客运列车，主要以满足帕绍至因戈尔施塔特/汉堡间以及萨尔茨堡至法兰克福间的运输需求。自2008年12月起，20台采用相应涂装的机车被转移至奥地利联邦铁路设于匈牙利的子公司铁路货运匈牙利，它们分别是1116 001号至012号、014号至015号、041号以及045号至049号。从2005年至2009年，1116 058号至061号以及063号至065号则被租借给了杰肖埃铁路。此外，在最近几年，一些奥地利联邦铁路的1116型机车也会定期在罗马尼亚及保加利亚担当货运列车牵引任务。
在2005年末，维也纳机场列车也将牵引机车由1014型更换为1116型，因为前者不得不应对日益高发的机件损坏。对于这项运用，1116 141号和142号机车进行了涂装设计的变更，并在2011年末再次重新喷漆。2013年中，这两台1116型机车被单电压制式的1016型机车所取代，因此1016 014号和036号机车也改用了CAT的涂装设计，并以绿色/灰色的配色方案接替了1116型机车原本的定期运营。在2013年秋季的中修中，1116 141号机车被重新漆成了红色的涂装，但1116 142号机车则仍然保留了CAT的设计。

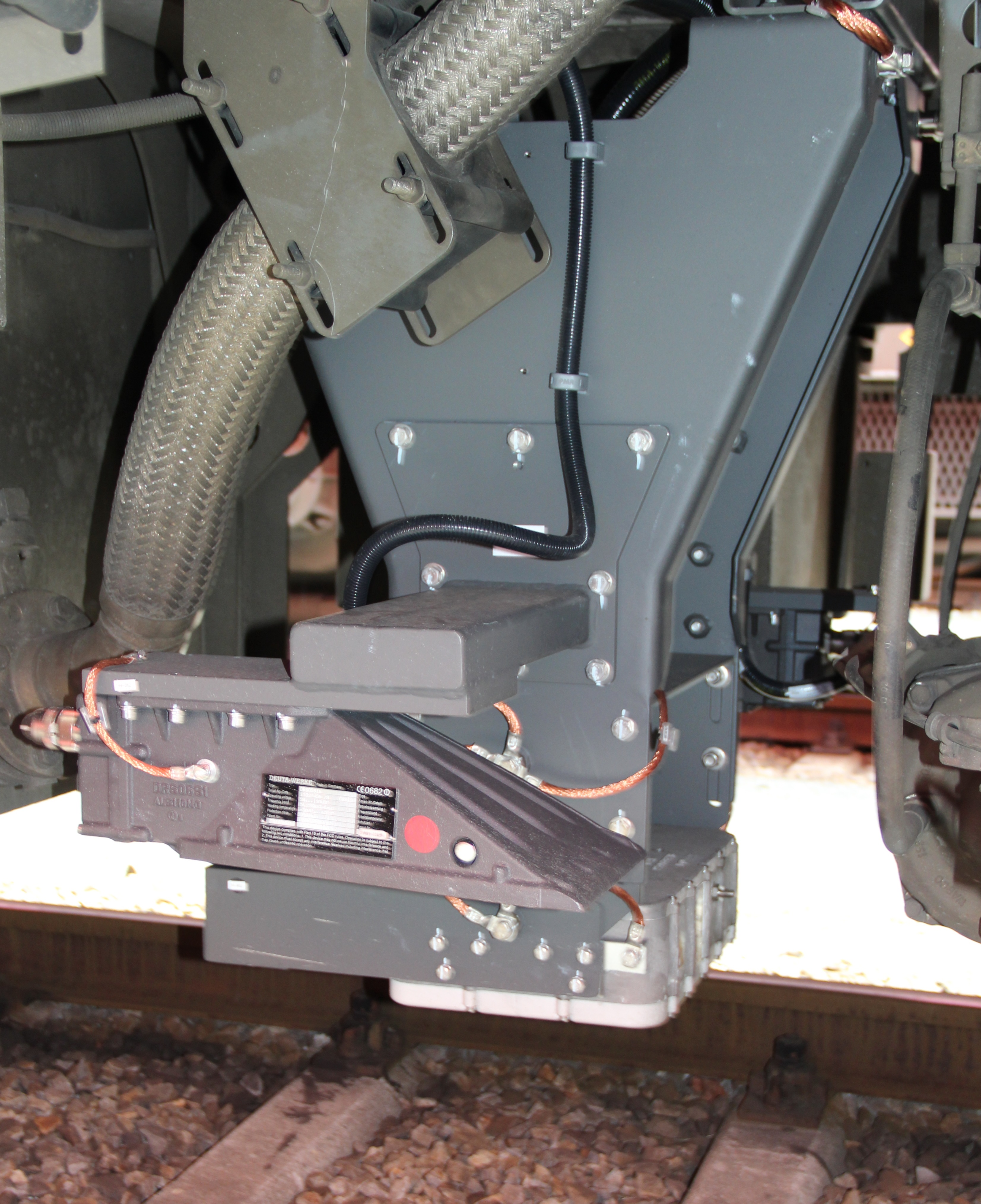
1116型机车的ETCS天线

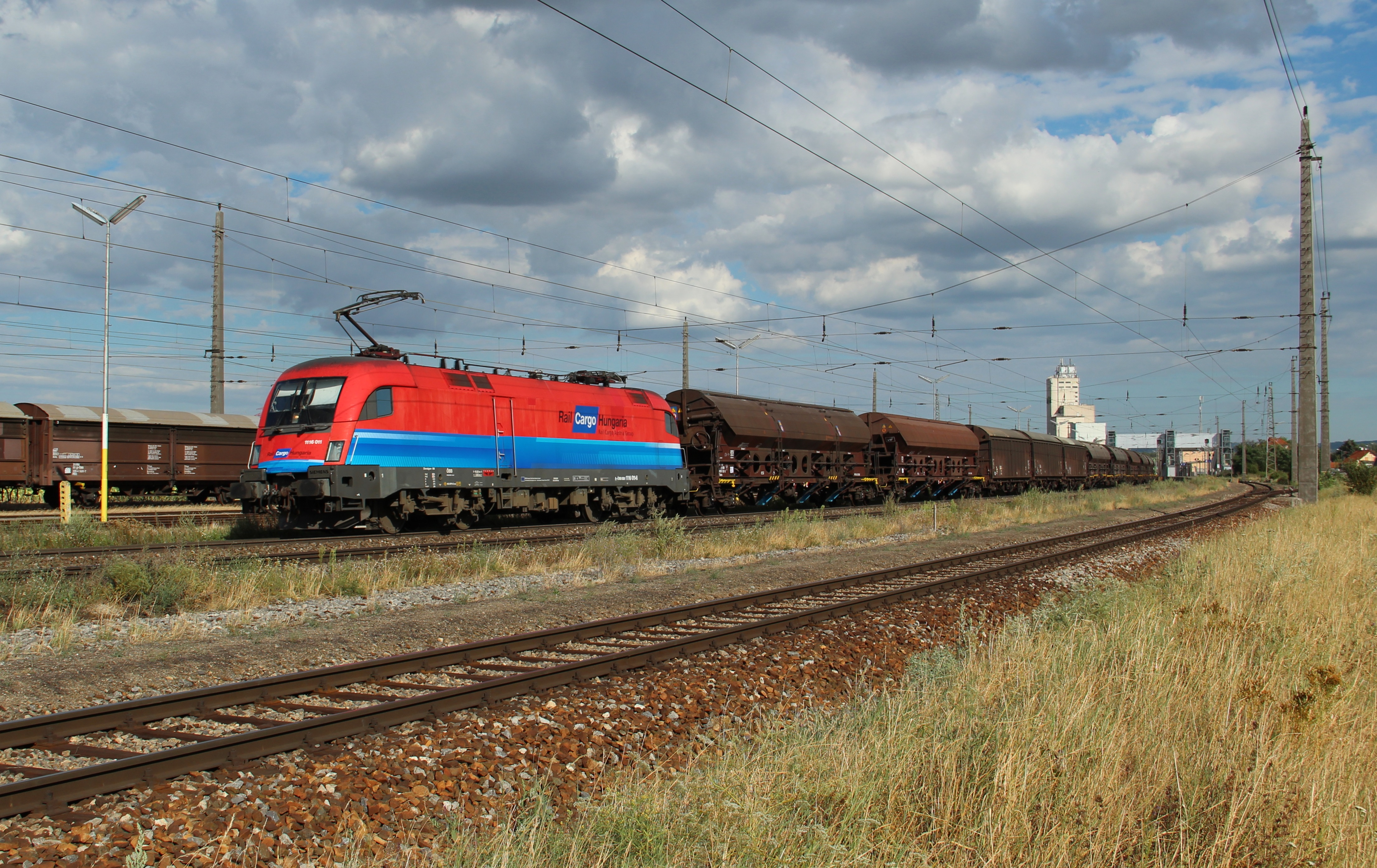
租借至铁路货运匈牙利的1116.011号机车

机车的适航国家列表
|              | 匈牙利 | 罗马尼亚 | 保加利亚 | 瑞士 |
| ------------ | ------ | -------- | -------- | ---- |
| 1016.001–050 | ✓      | ✗        | ✗        | ✗    |
| 1116.001–013 | ✓      | ✗        | ✗        | ✗    |
| 1116.014–015 | ✓      | ✓        | ✓        | ✗    |
| 1116.016–020 | ✓      | ✗        | ✗        | ✗    |
| 1116.021–025 | ✓      | ✓        | ✓        | ✗    |
| 1116.026–027 | ✓      | ✗        | ✗        | ✗    |
| 1116.028–040 | ✗      | ✗        | ✗        | ✗    |
| 1116.041–043 | ✓      | ✗        | ✗        | ✗    |
| 1116.044     | ✗      | ✗        | ✗        | ✗    |
| 1116.045–049 | ✓      | ✗        | ✗        | ✗    |
| 1116.050–057 | ✗      | ✗        | ✗        | ✗    |
| 1116.058–065 | ✓      | ✗        | ✗        | ✗    |
| 1116.066–067 | ✗      | ✗        | ✗        | ✗    |
| 1116.068–075 | ✓      | ✗        | ✗        | ✗    |
| 1116.076–200 | ✗      | ✗        | ✗        | ✗    |
| 1116.201–223 | ✓      | ✗        | ✗        | ✓    |
| 1116.224–228 | ✗      | ✗        | ✗        | ✗    |
| 1116.229–231 | ✓      | ✗        | ✗        | ✗    |
| 1116.232–253 | ✗      | ✗        | ✗        | ✗    |
| 1116.254–259 | ✓      | ✓        | ✗        | ✗    |
| 1116.260–282 | ✗      | ✗        | ✗        | ✗    |

### 德国铁路

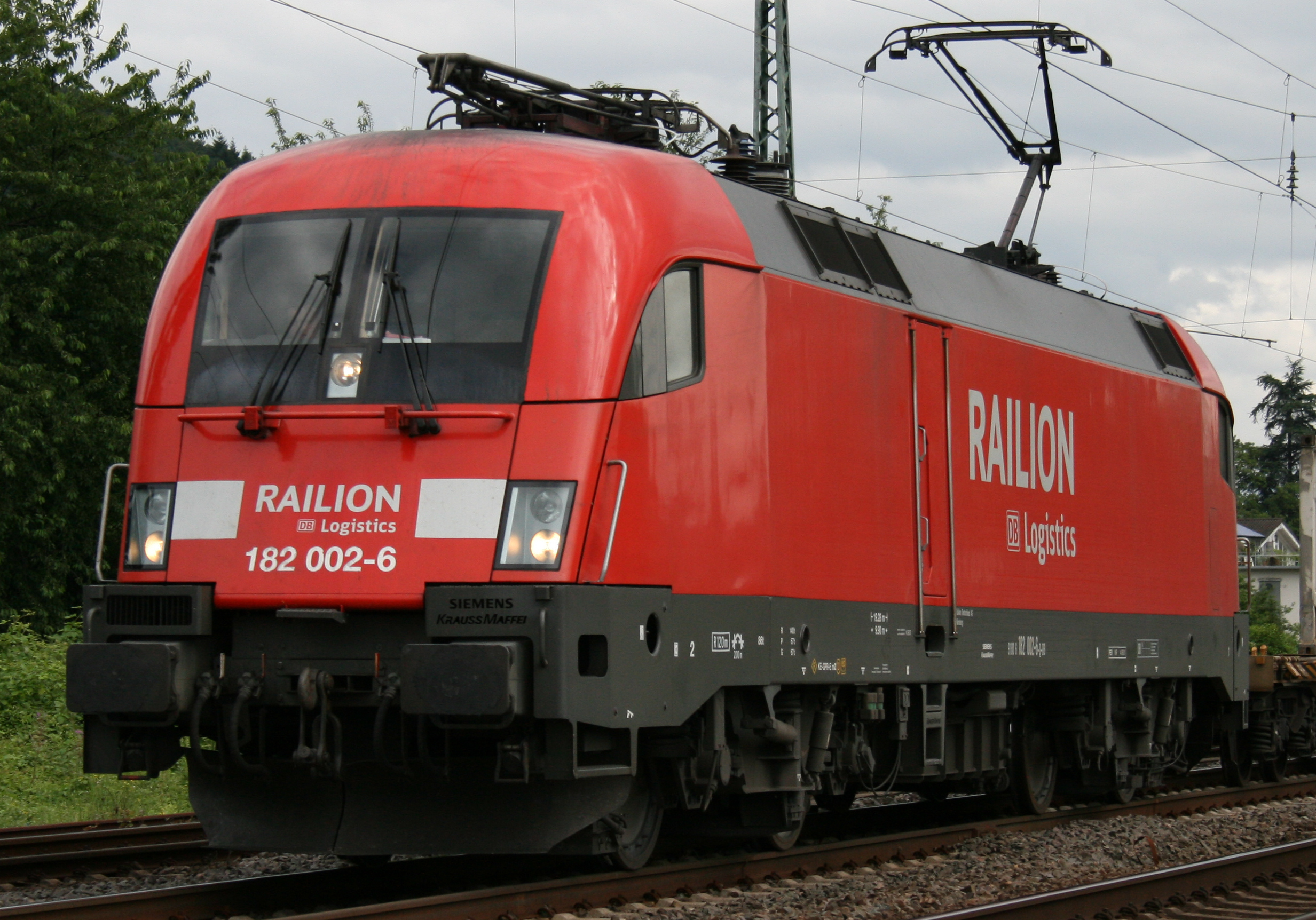
用于货运的原雷力昂182 002-6号机车

奥地利铁路当局在2001年拒绝为德国铁路152型机车发放在奥地利境内运行的适航许可证，因为这款机车被它们评定为轨道应力过高。出于此原因，德国铁路将最后25台152型机车的订单转变为经奥地利认可、与奥地利联邦铁路1116型机车款式相同的182型机车。然而，原本在1116型机车出厂时搭载的第三组受电弓则被摒弃，这项改造得以通过较少的开支实现。
德国铁路的首台182型机车是在2001年7月与152型机车一同交付德铁货运（后更名为雷力昂，即如今的德铁辛克铁路）使用。然而在德国境内的路段中，最高限速为230公里/小时的机车基本派不上用场。同时也因为受到全球金融危机的影响，雷力昂在2009年的货运量锐减，并由此造成货运机车存量过剩。此外随着另一款货运机车185型也开始获准进入奥地利， 182型机车的生存空间被进一步压缩。因此在2009年秋季，德铁区域运输也开始利用这款机车在德国的不同地区作短途客运，并进行了部分测试。
自2009年12月的运行图调整起，5台182型机车在科特布斯－莱比锡的线路中接替了塔伦特2型电联车的运营任务，后者是因质量缺陷而无法获得适航许可证。同时，这款机车还自2010年12月起被用在图林根的区域列车20号线（埃森纳赫－埃尔福特－哈勒）中。相较于当地此前使用的143型机车，182型在140公里/小时的运行中稳定性更高，且拥有更出色的加速性能。在2010年6月至12月期间，182型机车还担当一个为期3天的循环交路使用计划，首次在德国铁路的长途运输中使用。而在此之前，它已于2009年曾短暂担当过周末城际列车班次的牵引任务，在科隆－汉堡间运行。

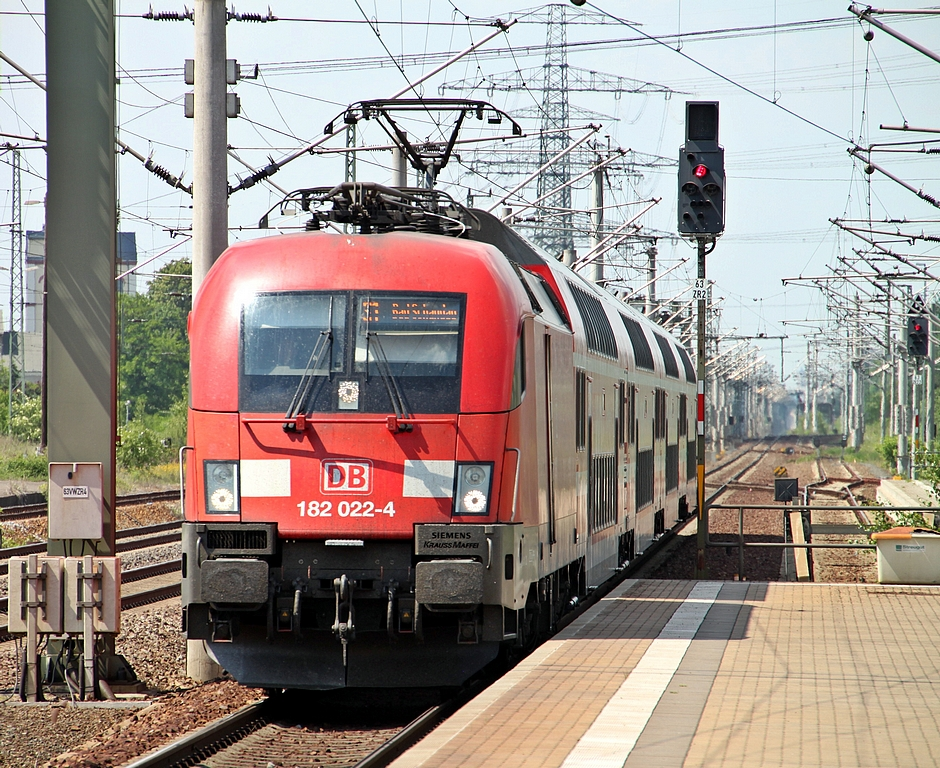
用于德累斯顿S-Bahn的182 022-4号机车（2012年）

自2010年12月起，德铁区域运输的8台182型机车也开始在德累斯顿S-Bahn的1号线中使用，同时也缩短了该线路的旅行时间。直至所有机车完全具备可用性（加装短途运输软件包设备以及司机培训）后，它们得以接替原145型机车的工作。自2011年8月15日起，首台182型机车开始担当直达客车的运营任务。
自2011年12月起，继运用于柏林-勃兰登堡的区域快车1号线（RE 1）后，驻扎在科特布斯的182型机车也被运用于往来科特布斯、柏林和维斯马之间的区域快车2号线（RE 2）。自2012年12月起，科特布斯的机车根据客户（柏林-勃兰登堡交通集团）的要求完全取代了112型及114型机车在区域快车1号线的运营任务。
除了上述接替塔伦特2型电联车担当运营任务的机车外，全部25台182型机车均在2011年转配德铁区域运输。为了能在客运服务中使用，它们加装了电空制动和架桥紧急制动，这也使得机车在奥地利联邦铁路的适航许可证失效——这本是当局订购的初衷。所有25台机车均加装了一个短途运输数据包，当中主要包括可选择性控制的两侧中控门锁和旅客信息系统。182 024号机车是作为最后一台改造的同型号机车，于2011年10月5日在慕尼黑阿拉赫工厂完工。
自2012年12月3日起，182型机车开始在柏林-勃兰登堡区域快车1号线中牵引双层车厢。182 506号机车则在2013年转配德铁系统技术，并用做牵引滚动分析和检验实验室的测量车辆。

### 其它运营商

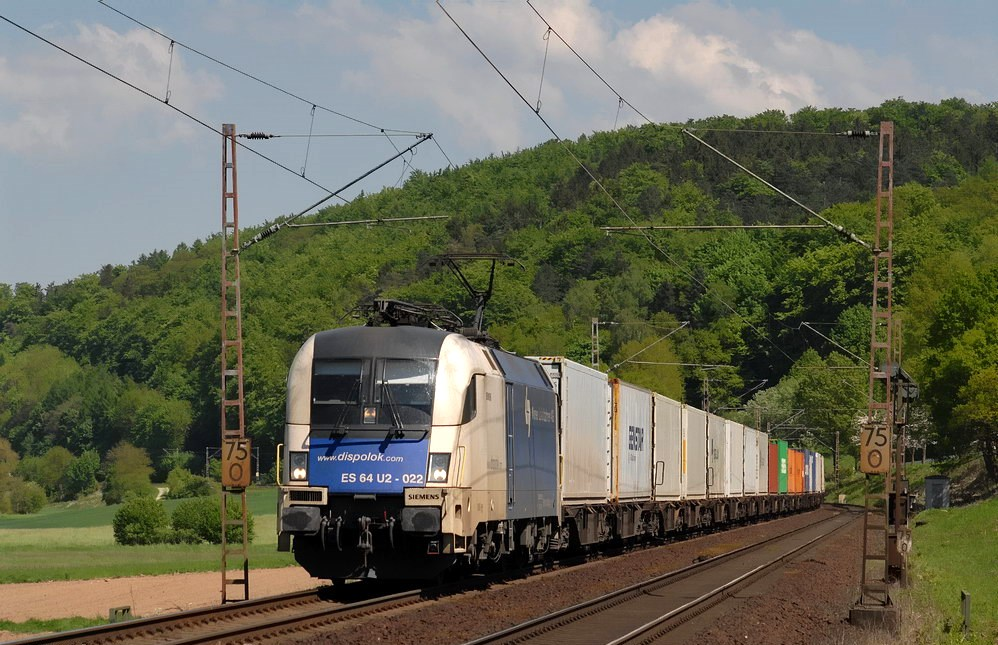
维也纳地方铁路的ES64U2 022号机车

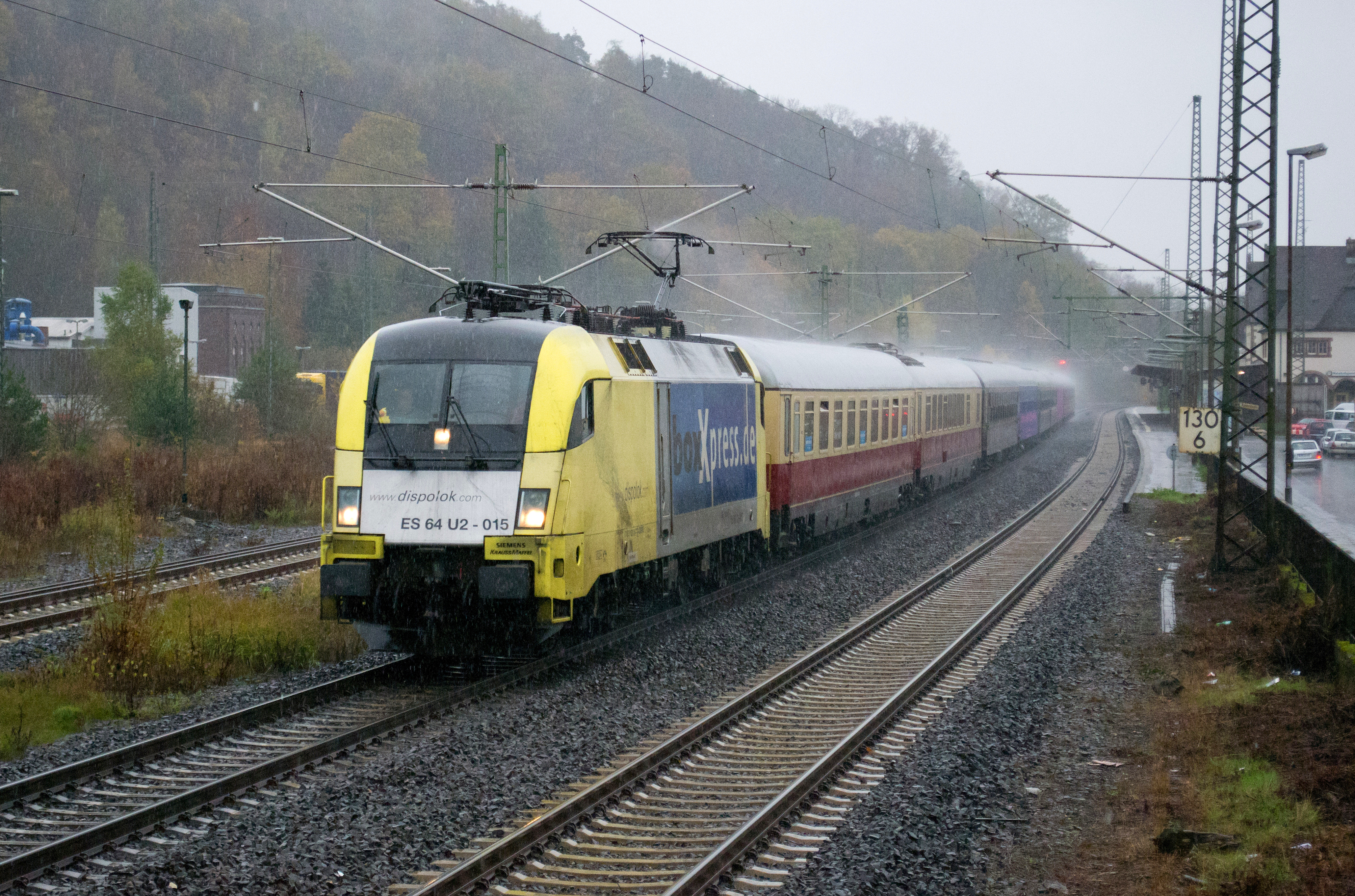
MRCE的ES64U2 015号机车

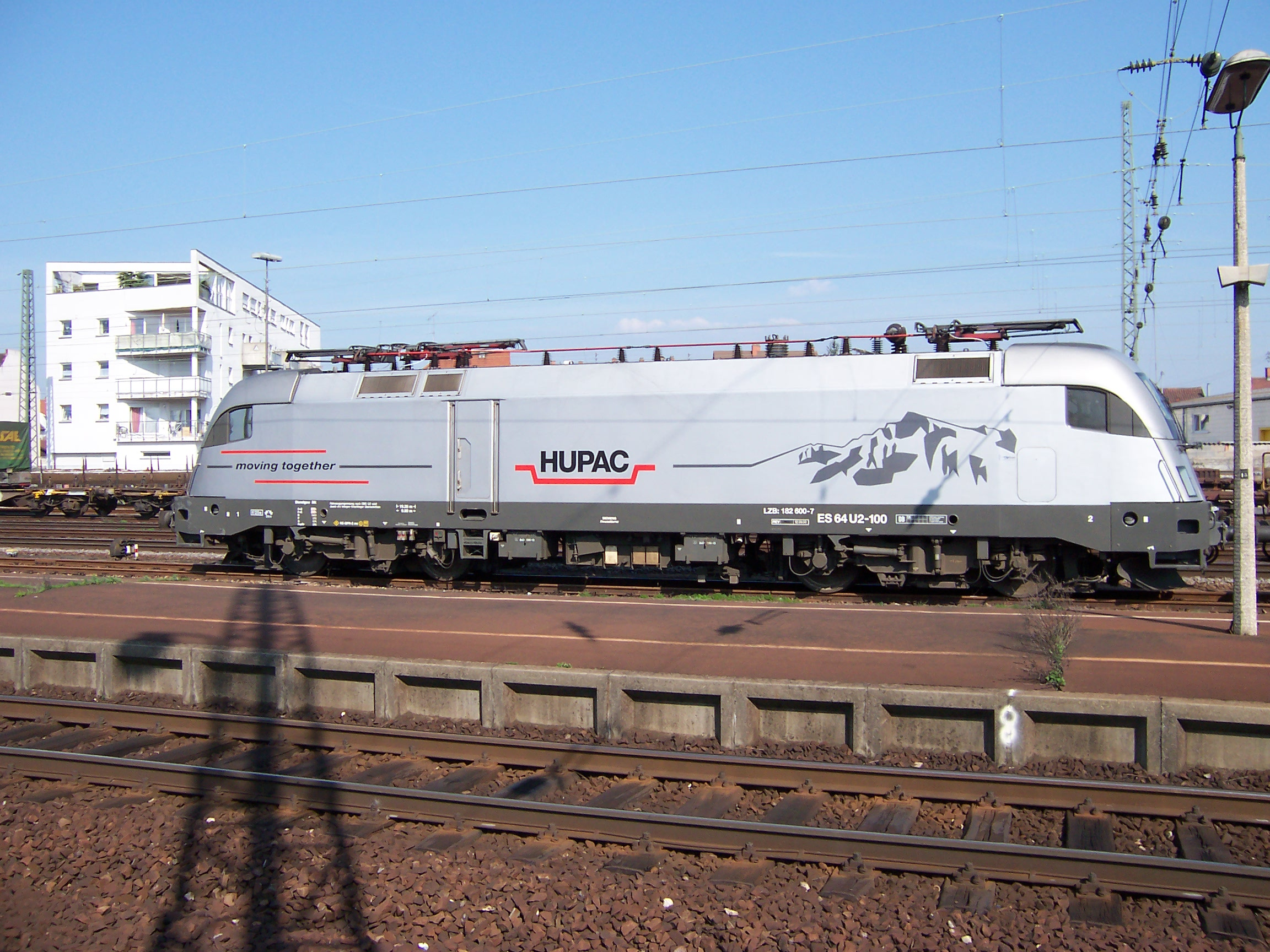
Hupac的ES64U2型机车

另有60台ES64U2型机车由西门子原辖下的Dispolok（今属欧洲三井铁路资本，即）所拥有，并租赁至各私营铁路运营商，其中包括Hupac、R4C、RBH物流及TX物流等。其中Hupac很快便决定购买租赁自西门子的机车，并且购入了2台。
自2009年以来，德铁长途运输开始缺乏用于城际列车运输的高速机车。虽然其姊妹公司德铁辛克铁路受到经济大衰退的影响而有多餘的25台182型机车，但德铁长途运输还是决定从MRCE租借ES64U2型机车，并在内部定型为117型。它在2009年的数量仅为4台，但到2010年初，该公司租赁的同款机车已经达到17台。

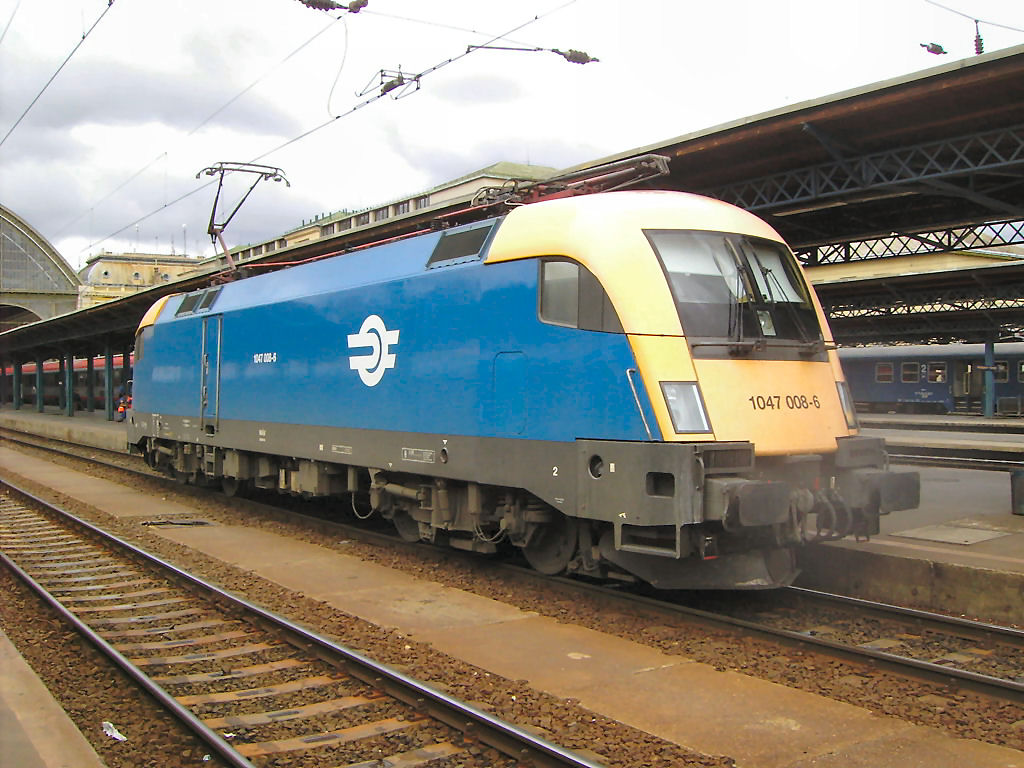
匈牙利国家铁路的ES64U2型机车

匈牙利国家铁路拥有10台ES64U2型机车，并在当地定型为470型（原称1047型）。首台机车于2002年3月交付。虽然机车拥有德国和奥地利的适航许可证，但这些机车还有一个特殊情况：由于匈牙利国家铁路当初明确放弃安装线状列车控制装置，因此它们在德国和奥地利仅获準以160公里/小时的最高速度运行。在此期间，全部10台机车又在林茨车间加装了LZB，如今已获准在奥地利以最高200公里/小时的速度运行。470 010号机车目前被漆以“黄金11人”的广告涂装。

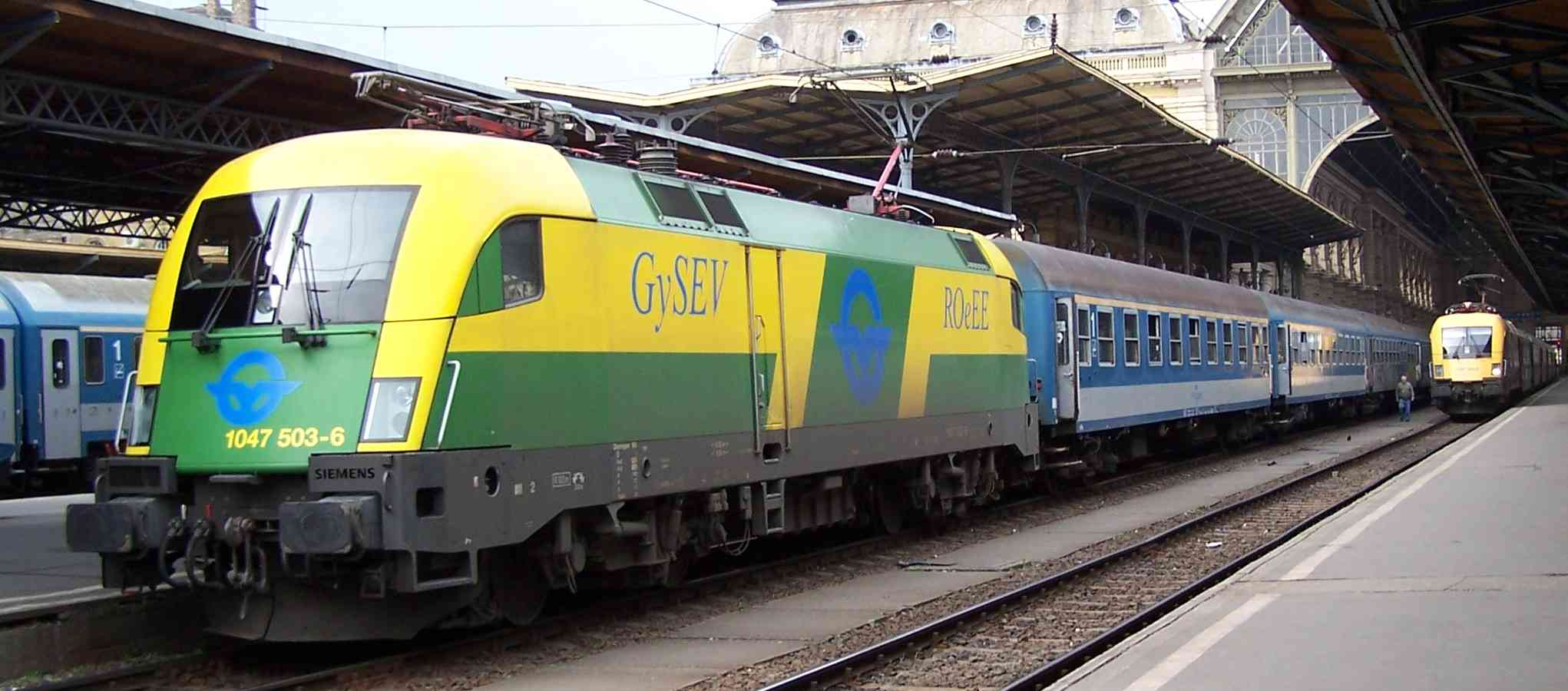
杰肖埃铁路的ES64U2型机车

杰肖埃铁路所运营的5台ES64U2型机车被定型为470.5型（原称1047.5型），但它们不具备匈牙利国家铁路机车的特点。这是自2005年以来，奥地利联邦铁路的5台1116型机车被租赁至杰肖埃铁路使用。最初它们是1116 061号至065号机车，而在1116 062号机车完全报废（在福尔尼茨失控出轨，见下文）后，1116 060号机车又作为替代者租赁至匈牙利。至2009年，再有两台金牛座机车（1116 058号及059号）交由杰肖埃铁路使用。与奥地利联邦铁路一样，杰肖埃铁路也会在它们的金牛座车身上搭载广告涂装，其中470 501号为“茜茜公主诞辰175周年”、470 503号为“李斯特·费伦茨逝世125周年”、1047 504号为“约瑟夫·海顿”以及470 505号为“塞切尼·伊什特万”涂装。

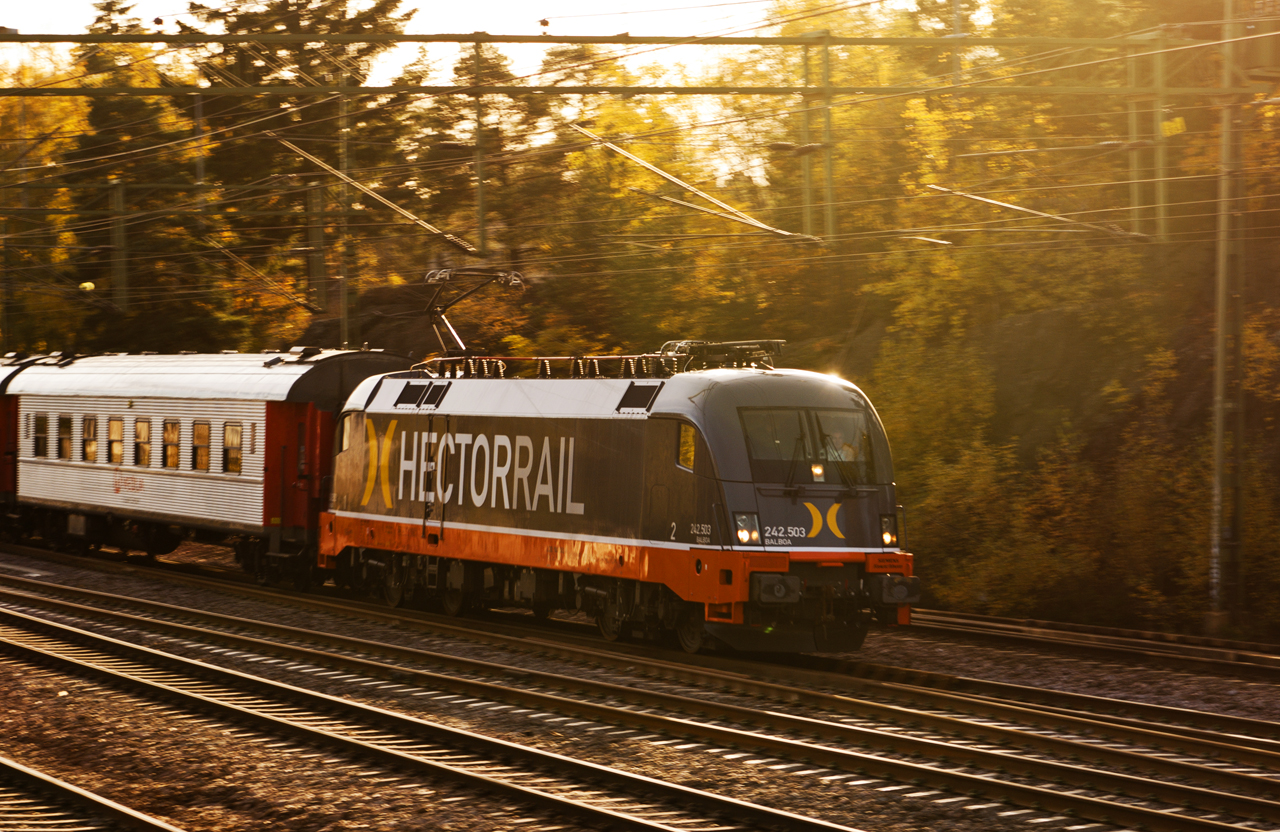
赫克托铁路的ES64U2型机车

在德国，另有2台机车由中威悉铁路支配。瑞典的赫克托铁路也支配有5台机车。

### 曾用运营商
北海-波罗的海铁路（Nord-Ostsee-Bahn）曾在2002年至2005年期间使用奥地利联邦铁路的金牛座机车牵引汉堡至帕兹堡的弗伦斯堡快车（Flensburg-Express）。
在阿伯里奥接管了莱茵-鲁尔交通集团的区域列车40号线的运营后，由Dispolok租赁的ES64U2型机车也从2005年12月起开始在这条线路中担当牵引任务，并逐步在2007年夏天被施泰德Flirts替换。其骨干机车（带有阿伯里奥标志的Dispolok标准涂装）是ES64U2 045号至047号，2007年又加入了ES64U2 095号。

## 事故
2007年2月6日傍晚，在布达佩斯-海吉什豪洛姆铁路的奥尔马什菲齐特至科馬羅姆区间发生了一起列车追尾事故，由1116 017号机车牵引的9438次国际客运列车撞向了一列由陶陶巴尼奧开往维也纳的货运列车。由于安全设备失效，客运列车的火车司机只能通过瞭望驾驶。而前方货运列车的司机则没有注意到这一情况，他刚将列车加速至100公里/小时。事故发生后，装载金属废料的货运列车有5节车厢出轨，而客运机车损毁严重，第一节车厢出轨。事故共造成1人死亡（客车司机），4人受伤。损毁严重的1116 017号机车于2007年2月22日被移送回奥地利，并在移除了仍然可用的部件后，于林茨车辆段宣布报废。随后，当局决定从西门子订购3副替换车体，其中之一适用于1116 017号机车的重建。2009年12月7日，整修一新的第二代1116 017号机车开始重新在圣瓦伦丁至林茨区间进行试验运行。
2007年5月18日上午，由杰肖埃铁路租借的1116 062号机车驶离塔尔维肖车站开往奥地利。在此之前，意大利方面因沟通问题已将直流电区间转换为交流电区间，但金牛座的火车司机尚未留意。随后机车滑行至奥地利境内的福尔尼茨车站入口，并以约140公里/小时的速度在弯道出轨，直到侧翻撞入附近的森林后才停下。事件并未造成人员伤亡，因为此时开往意大利方向的EC31次列车已及时获悉并停止。机车上仍然可用的部件在其报废前于林茨车辆段被取出。由于从西门子订购的3副替换车体中的第二副已在林茨完成备件安装，并可用作第二代1116 062号机车的运行。而杰肖埃铁路事故发生后则重新向奥地利联邦铁路租借了1116 060号机车作为替代。

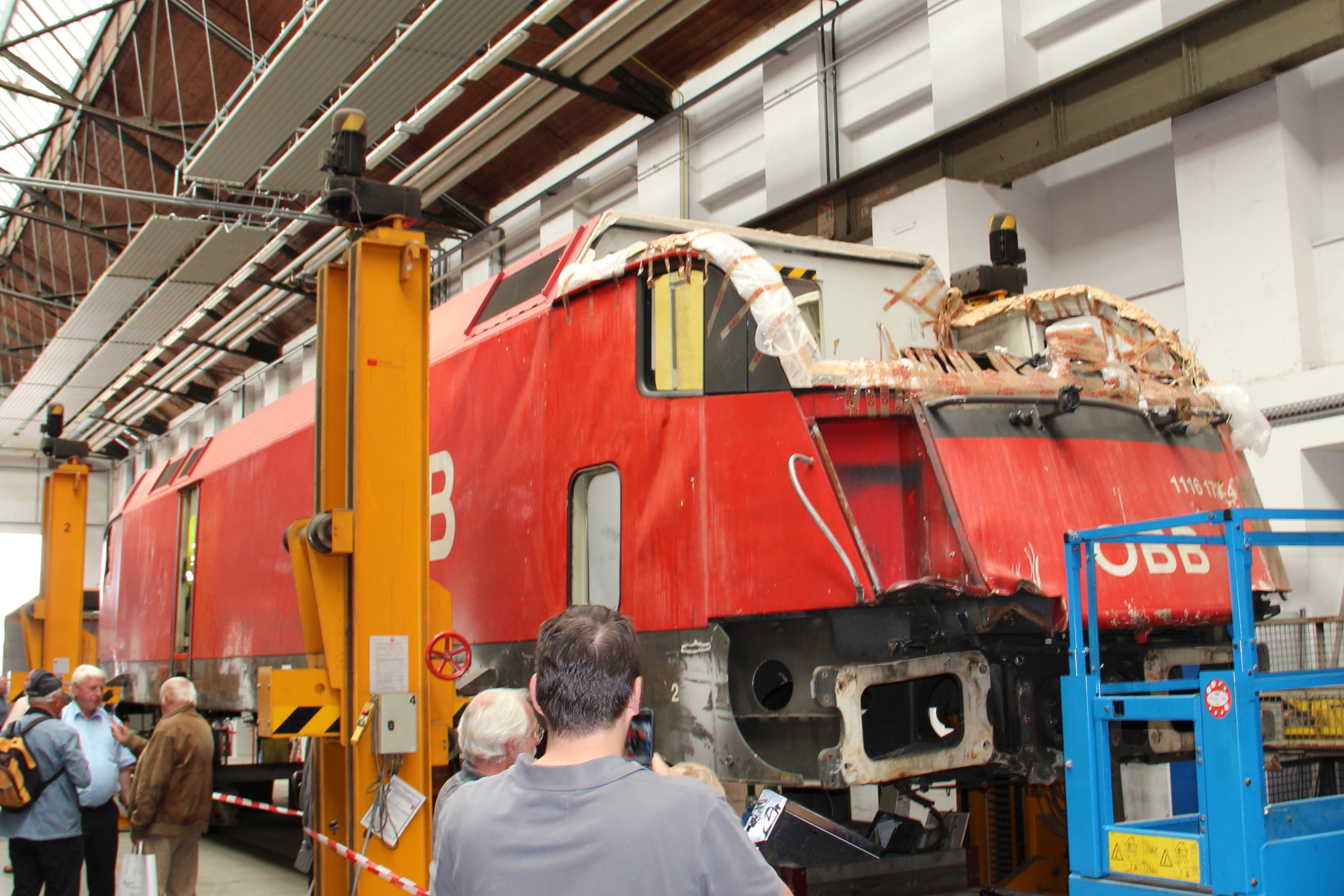
受损严重的1116.173号机车车体于林茨维修车间

在2010年6月16日夜晚至6月17日，阿尔贝格铁路发生了一起涉及金牛座机车的严重列车事故。1116 173号机车牵引46676次货运列车（固定编组的16节双组式运载汽车车厢，满载有208辆达西亚牌汽车从罗马尼亚运往法国）在运行接近阿尔贝格山麓瓦尔德车站时，第一节车厢的安全绳两侧之间、伸向轨道上缘的空气导管破裂。短短數公里后，主空气导管下垂至轨道接面，从而导致导管断开并向后弯曲，使得空气无法逸出。此时只能通过机车和第一节车厢的前半截制动来协助通过线路中高达31‰的坡度。当火车司机发现煞車功率下降到极点后，他按照规定启动了紧急停车按钮。即便如此，在凌晨3:00过后，最后五节车厢还是以约125公里/小时的速度在通过布拉茨车站前的左弯时出轨（此处的限速为60公里/小时），并坠落路基横卧在一栋居民楼前。在接下来的右弯中，即通过布拉茨车站的第一个道岔时，1116 173号机车连同前8节车厢也从路基上坠下，并且也冲入一栋居民楼的花园里。这次事故带来了约700万欧元的财产损失。除了司机严重受伤外，再无其它人员伤亡的报告。在受损严重的机车被转移至林茨车辆段维修之前，它曾很长一段时间保存在布卢登茨。

## 后续发展
机车的进一步发展是ES64U4型机车，它被构建为三电压制式的三相交流电通用机车，并可根据需要构建为一个四电压制式的机车。爱瑞发为其地方铁路快车的运营而采购了仅双电压制式的版本，并定型为183型，但它包含了所有其它方面的改进。
自2005年起，有5台机车配备了适用于保加利亚、土耳其、塞尔维亚和克罗地亚的自动列车保护装置。